# Generalitat de Catalunya
Generalitat de Catalunya (uttal: /ʒənəɾəɫiˈtad də kətəˈɫuɲə/; 'Kataloniens (region)styre'), GdC (i Katalonien ofta förkortat som GENCAT), är namnet på den samlande institution som styr politiken i den autonoma spanska regionen Katalonien. Den består i första hand av Kataloniens parlament, Kataloniens president och Kataloniens regering.
Generalitat de Catalunya har medeltida rötter, ursprungligen etablerad på basis av 1283 års katalanska författning. Den fungerade som lokalt organ för skattekontroll och avskaffades först 1716 i samband med Spaniens införande av direktstyre i Katalonien. 1931 återföddes den som ett regionstyre i det självstyrande Katalonien. Efter 38 års Franco-diktatur kom det 1977 att etableras en tredje gång, i samband med Spaniens övergång till demokrati.
GdC har sedan 2006 års utökade statuter för autonomi övertagit än mer av den regionala administrationen. Man hade 2009 ansvar för en årlig budget på 29,7 miljarder euro, vilket fram till 2014 ökade något till 31,8 miljarder.

## Historik

### Medeltida ursprung
Generalitatet (ungefär generalständerna) i Katalonien har sina rötter i den medeltida institution som i den aragonska kronans namn styrde delar av administrationen i hertigdömet Katalonien. Den första katalanska författningen instiftades 1283 av dåvarande Corts Catalanes ('Katalanska rätten'), en rådsförsamling med säte i Barcelona.

GdC:s gamla emblem.

En annan medeltida myndighet var Deputació del General de Catalunya ('Kataloniens allmänna deputeradekammare') – oftast benämnt som La Generalitat. Den kom till stånd 1359, som en kommission som skulle kontrollera den skatteindrivning som Corts beslutade om. Katalanerna litade inte på Aragoniens kungamakt och ville ha en egen myndighet som kunde se till så att det ekonomiska gick rätt till. När Corts inte var församlats, skulle La Generalitat representera det katalanska samhället och försvara folkets intressen. Trots detta blev La Generalitat så småningom en myndighet med egna problem, bland annat plågad av återkommande korruption. Denna myndighet blev dock 1931 den historiska utgångspunkten, när den återskapade katalanska autonomin sökte definiera sina rötter.
Katalonien har ett politiskt förflutet som mer eller mindre självstyrande område, avbrutet av en lång och en kortare period med spanskt centralstyre (sammankopplat med politiskt eller kulturell förtryck). Den högsta makten var under de olika perioderna följande:
- 1283–1516 – Aragoniens kungamakt
- 1516–1818 – Kastiliens kungamakt
- 1812–idag – den konstitutionella spanska staten

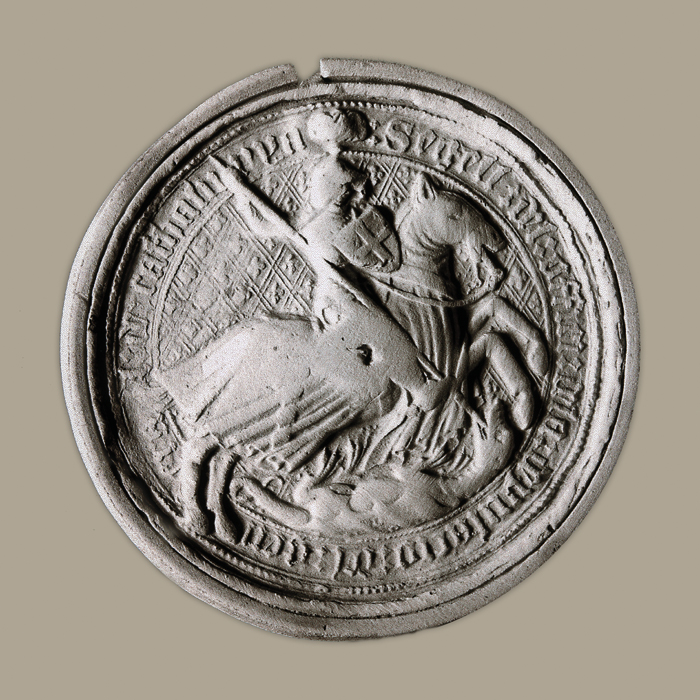
Ursprungligt sigill för Diputació del General del Principat de Catalunya.

Dessutom avträddes Nordkatalonien 1659 till Frankrike, vilket därefter ledde till franskt centralstyre.

### Avskaffande (1660/1716–)
1659 undertecknades pyreneiska freden, där Spanien bland annat avträdde den nordligaste delen av Katalonien till Frankrike. I området, vilket gavs det franska provinsnamnet Roussillon, avskaffades året efter det katalanska självstyret, inklusive alla katalanska institutioner kopplade till La Generalitat.
Efter det spanska tronföljdskriget (1701–1714) avskaffades Kataloniens självstyre även under den kastilianska kronan. Med 1716 års dekret, kända som Nueva Planta, infördes spanskt centralstyre inklusive spanskt administrationsspråk i Katalonien.
Ett begränsat återupplivande av det katalanska självstyret skedde åren 1914–25. Då verkade Katalanska samväldet (Mancomunitat de Catalunya), en regional administration som samordnade olika funktioner i de fyra olika provinsstyrerna i regionen. Katalanska samväldet hade starkt begränsade befogenheter och ratificerats endast av Deputeradekammaren, inte av Senaten. Organisationen avskaffades 1925, under Primo de Riveras diktatur.

### Återinstiftande (1931/1932–)
Generalitat de Catalunya (GdC) återupprättades 1931/32 i det Spanska Katalonien. Det fick då sin moderna politiska och representativa funktion som regionalt styre under den andra spanska republiken.

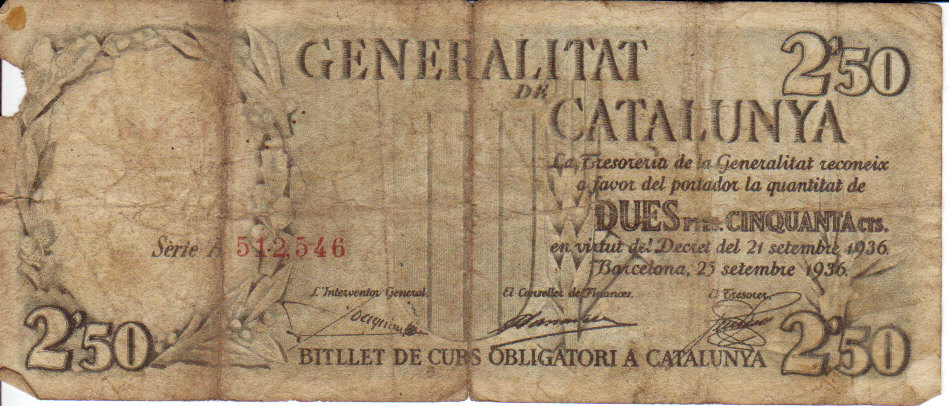
Sedel från 1936, utfärdad av Generalitat de Catalunya.

Efter att en högerkoalition 1934 vunnit de allmänna spanska valen, gjorde ledningen i GdC uppror mot den spanska överhögheten. Det slutade med att myndigheten för Generalitat de Catalunya drogs in. Vid 1936 års allmänna spanska val förlorade högerkoalitionen makten, och GdC återfick sin roll som regionalt styrande organ.

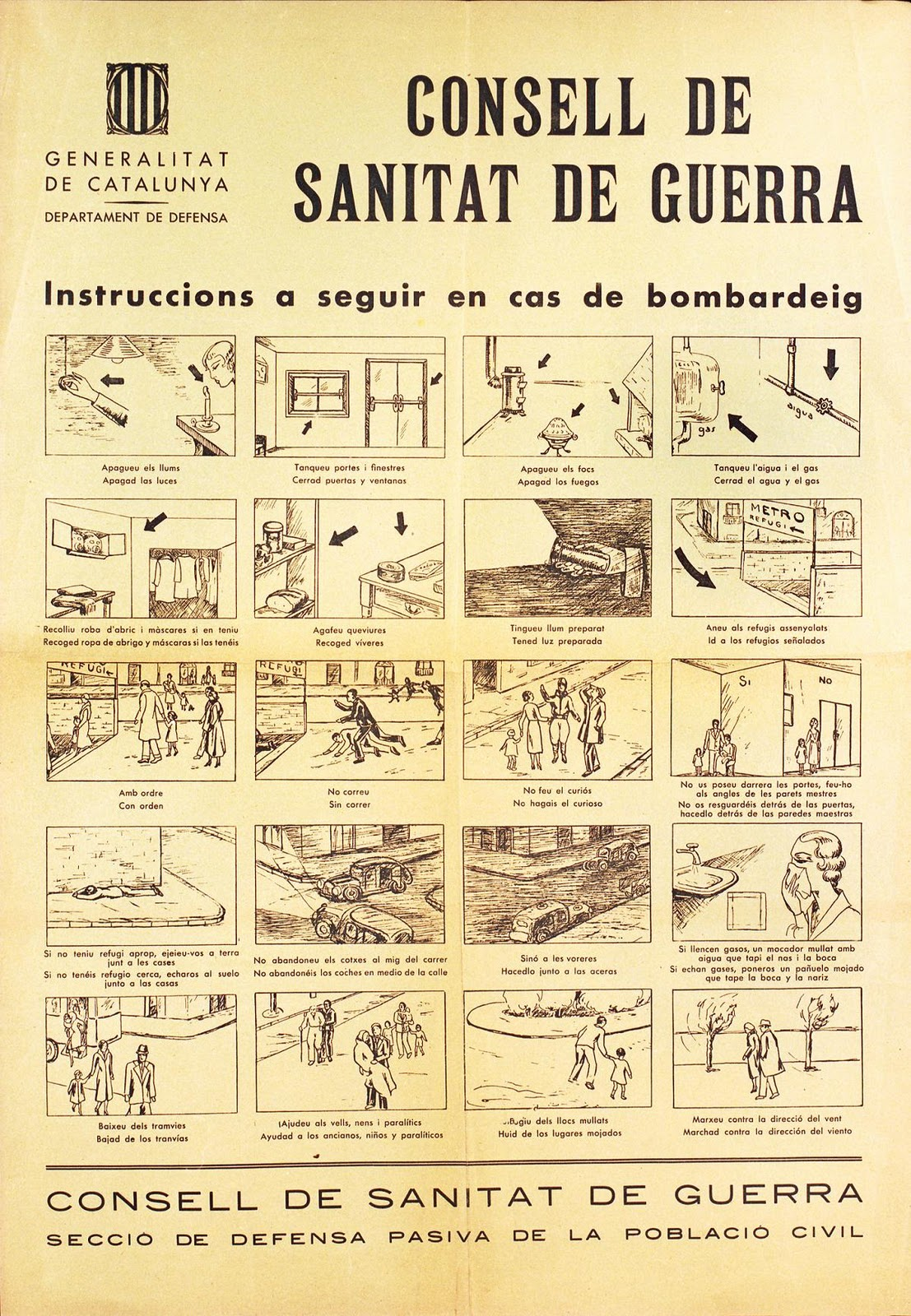
GdC-affisch från spanska inbördeskriget med råd till allmänheten i samband med flyganfall.

### Francos avskaffande (1939–)
När Francisco Francos regim 1939, i samband med spanska inbördeskrigets slut, infördes i hela landet, avskaffades GdC återigen. Det förblev förbjudet under hela Francos diktatur, i likhet med andra katalanska politiska och kulturella organisationer. Den dåvarande katalanske presidenten (över GdC) – Lluís Companys – torterades och avrättades oktober 1940 för sin roll i det "militära upproret".

### Återinstiftande (1977–)
GdC och dess presidenter fortsatte åren 1939–77 sin verksamhet som en exilregering. 1977 återkom den dåvarande presidenten Josep Tarradellas från landsflykten, och han erkändes av den spanska regeringen som den legitime politiske ledaren i den nyinrättade autonoma regionen Katalonien. När Tarradellas återvände till Katalonien för att ta över rollen som Kataloniens högste styrande, gjorde han sitt ofta citerade uttalande:
| ”                         | Medborgare i Katalonien, här är jag! | „ |
| – Josep Tarradellas, 1977 |                                      |   |

Året efter skrevs den katalanska autonomin han fått att förvalta in i den nya spanska författningen. I den nya författningen, som godkändes både genom en katalansk folkomröstningen och i Spaniens parlament, överfördes självstyret också formellt till Kataloniens statuter för självstyre.

### Presidenter och partipolitik (1980–)
Jordi Pujol var åren 1980–2003 katalansk president. Under dessa år var hans borgerliga partikoalition Convergència i Unió (CiU) det överlägset största partiet i det katalanska parlamentet, med en plats i katalansk politik liknande vad det spanskt borgerliga Partido Popular skaffat sig på riksplanet.
Åren 2003–10 leddes den katalanska regeringen av presidenter från den katalanska sektionen av Spanska socialistiska arbetarpartiet (PSC), Pasqual Maragall följd av José Montilla. Partiet blev 2003 största parti och lyckades med hjälp av stöd från mindre partier behålla regeringsmakten efter 2006 års val, trots att CiU blev största parti.
Sedan 2010 är det CiU-ledaren Artur Mas som har presidentposten, delvis stödd på en eller ett par samarbetspartier. Efter 2012 års regionval har partiet 50 av de 135 parlamentsplatserna, och minoritetsregeringen består endast av ministrar från de båda koalitionspartierna CDC och UDC.
CiU kan även i vissa "katalanska" frågor räkna med stöd från Esquerra Republicana de Catalunya (ERC) och/eller PSC, två vänsterpartier som även de anammat en katalansk profil. Spaniens största parti, det spanskt borgerliga Partido Popular, är i Katalonien politiskt marginaliserat och har aldrig nått över 15 procent av röstetalet vid några regionalval.

### Utökat självstyre (2006–)
18 juni 2006 godkändes via en katalansk folkomröstning en omarbetad version av 1979 års statuter för Kataloniens autonomi. De nya statuterna hade tidigare under året godkänts i Spaniens parlamentet, fast först efter långa diskussioner där premiärministern Zapatero satte sin politiska ställning på spel i denna utökade autonomi som han ansåg var det bästa för landets politiska stabilitet. Alla politiska bedömare i Madrid höll inte med honom.
De omskrivna katalanska statuterna, vilka började gälla i augusti samma år, stöddes både av Kataloniens vänsterregering och det största oppositionspartiet CiU. Med de nya statuterna flyttade ytterligare en bit av regeringsansvaret från Madrid till Barcelona, med ökad katalansk kontroll över skatter och finanspolitik, liksom ett tydligare erkännande av Kataloniens nationella identitet. Inför den färdiga skrivningen av de nya statuterna backade dock en av samarbetspartierna – ERC – ut från förhandlingsbordet.

### Skärpt konflikt med Spanien
2010/2011 inskränktes dock vissa delar av statuterna via beslut i Spaniens konstitutionsdomstol. Det gällde bland annat införande av ett katalanskt skatteväsen och införande av regionindelningen med veguerior (vilka var tänkta att ersätta de fyra spanska provinserna i Katalonien. Detta stärkte dock den katalanska självständighetsrörelsen, som senare drivit fram minst två regionala folkomröstningar om regionens status. Efter den andra av dessa, hösten 2017, utropades Republiken Katalonien, vilket direkt följdes av indraget självstyre för regionen och direktstyre från Madrid.

#### Fram till 2015
Den spanska Partido Popular-ledda regeringen har sett med kritiska ögon på Kataloniens försök att etablera sig som en stat vid sidan av Spanien. Regeringen, i den här frågan ledd av justitieminister Rafael Catalá (!), har ett flertal gånger vänt sig till Spaniens författningsdomstol. Denna har i omgångar underkänt legitimiteten hos regionens nyskrivna statuter om autonomi och/eller vad statuterna egentligen ger rätt till.
I juli 2015 fattade författningsdomstolen dock beslut om att tillåta Katalonien att inneha utländsk representation. Däremot förtydligade domstolen att regionen inte hade rätt att etablera diplomatiska relationer som mellan stater; den befogenheten ska även fortsättningsvis vara förbehållen Spanien. Beslutet, som bland annat tillåter Katalonien att ha representation hos EU, har dock mött kritik från Spaniens regering. Justitieministern hävdar fortsatt att Kataloniens egenmäktighet och aktiva utrikes relationer är skadlig för Spaniens utrikespolitik.
I samband med den fortsatta oenigheten angående Kataloniens framtida status, mellan Spanien och regionregeringen, förklarade Spaniens regering samma månad att paragraf 155 fortfarande fanns att tillgå. Denna paragraf i Spaniens författning ger regeringen rätt att vidta vissa åtgärder för att få en autonom region att uppfylla sina förpliktelser. I praktiken handlar det om att (tillfälligt) dra in regionens autonomi.
Detta till trots fattade Kataloniens regionparlament, som efter valet 27 september fått en separatistisk majoritet, den 23 oktober ett principbeslut om att inleda processen mot regionens självständighet från Spanien. Beslutet förklarades olagligt av Spaniens författningsdomstol 2 december samma år; beslutet genomfördes skyndsamt för att inte störa arbetet inför Spaniens parlamentsval den 20 december.

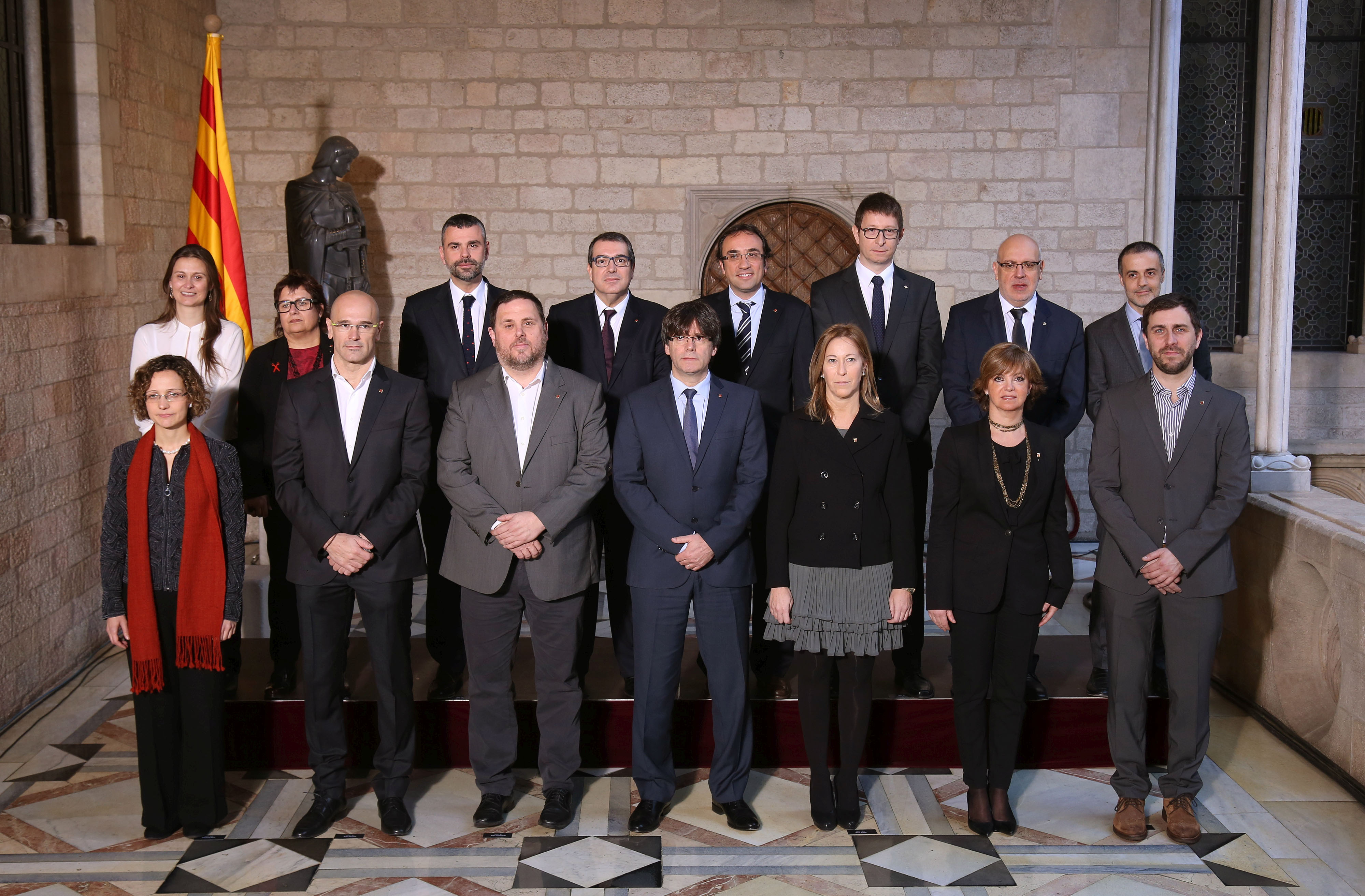
Foto på Kataloniens regering (el Govern), januari 2016.

#### 2016–2018
Efter långdragna regeringsförhandlingar valdes 12 januari 2016 Gironas dåvarande borgmästare Carles Puigdemont till ny regionpresident. Han framröstades på mandat från självständighetspartierna Junts pel Sí och CUP, och den nya regeringen kom bland annat att innehålla ett "utrikesdepartement" (Conselleria d'Afers Exteriors). Spaniens författningsdomstol beslöt 17 februari att dra in dess befogenheter, som man inte ansåg vara i enlighet med författningen i en spansk autonom region. Knappt två veckor senare, den 1 mars, meddelades att departementet bytt namn till Conselleria d'Afers i Relacions Institucionals i Exteriors i Transparència ('Departementet för institutions- och utrikes relationer samt transparens'). Namnbytet förklarades med att det underlättade det fortsatta arbetet mot en katalansk stat.
Under 2017 fortsatte förberedelserna inför en katalansk folkomröstning, och 9 juni meddelades folkomröstningsdatumet 1 oktober. Därefter har Spaniens regering med olika medel försökt blockera förberedelserna till folkomröstning, bland annat genom krav på detaljrapporter om regionens utgifter. 20 september inleddes en stor polisinsats med kodnamnet Operation Anubis.
Folkomröstningen stödde med svag majoritet utropandet av en självständig katalansk republik, vilken till slut utropades den 27 oktober. Samma dag drogs regionens autonomi in, och Katalonien kom att skötas via direktstyre från Spaniens regering i Madrid. Ett antal ledande katalanska politiker har därefter antingen fängslats eller gått i exil. Ett nyval till Kataloniens parlament den 21 december gav fortsatt stöd – om än med svag majoritet – för de separatistiska partierna. ERC-ledamoten Roger Torrent valdes till parlamentets talman i januari, varefter fyra månader av svåra förhandlingar om en ny regionpresident följde. Till slut valdes Quim Torra till ny regionpresident den 14 maj 2018, varefter det spanska direktstyret förväntas ersättas av ett återupprättat regionstyre skött av la Generalitat.

#### Efter 2018
På grund av åtal för maktmissbruk fråntogs Torra sina presidentbefogenheter hösten 2020. Därefter togs funktionen över av Pere Aragonès, vice regionpresident och generalsekreterare i ERC. Han ledde partiet till valframgångar i regionvalet i februari 2021, och efter långdragna förhandlingar mellan partierna kunde Aragonès 21 maj 2021 väljas till ny regionpresident.

## Verksamhet

### Organ och befogenheter
Generalitat de Catalunya består av regeringen (formellt med namnet Consell Executiu men ofta beskriven som el Govern, 'Regeringen'), presidenten samt parlamentet. Dessutom finns, enligt 2006 års nyskrivna katalanska författning, de separata enheterna Consell de Garanties Estatutàries (ungefär motsvarande Sveriges Lagrådet), Síndic de Greuges de Catalunya (motsvarar Sveriges Justitieombudsmannen), Sindicatura de Comptes (motsvarande Sveriges Riksrevisionen) och Consell de l'Audiovisual de Catalunya (jämför Sveriges Statens medieråd).

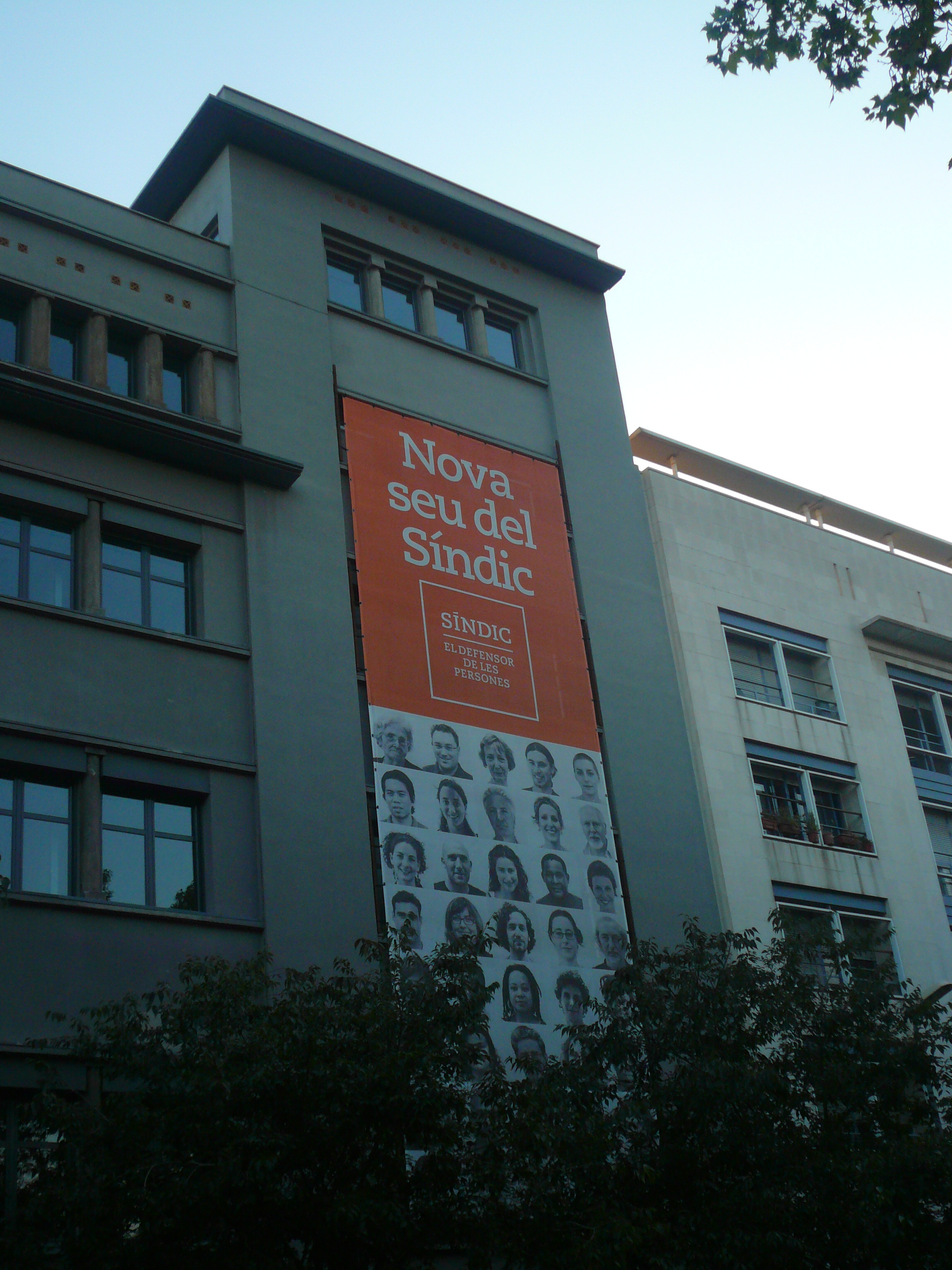
Síndic de Greuges är Kataloniens ombudsmannainstitution, med uppdrag att tillvarata privatpersoners rättigheter.

Regionen har sedan 1979 gradvis nått en större grad av autonomi. Vid sidan av Navarra och Baskien har Katalonien den största graden av självstyre bland Spaniens regioner. GdC har en omfattande och exklusiv kontroll över områden som kultur, miljövård, kommunikationer, handel, samhällssäkerhet och lokalt styre. Vad gäller utbildning, hälso- och sjukvård och rättsväsen delar regionen på ansvaret med Spaniens regering.
Ett exempel på graden av katalanskt självstyre är det faktum att man har sitt eget polisväsen, Mossos d'Esquadra. Denna har i en successiv utbyggnad fram till 2008 i praktiken tagit över det mesta av den roll som Spaniens polis (Guardia Civil och Policía Nacional) tidigare utövat.
Med vissa undantag hanteras det juridiska systemet av Spaniens rättsväsen. De juridiska institutionerna är likartat utformade över hela Spanien, med undantag för civilrättsliga mål där bland annat Katalonien sköter hanteringen inom regionen. En annan regionalt katalansk institution är Síndic de Greuges (ombudsman). Den här samhällsfunktionen tar hand om problem på uppdrag från privatpersoner, problem relaterade till andra privatpersoner, organisationer eller förvaltning. Sindic-funktionen har sina rötter i GdC men är numera en fristående GdC-del under författningen.
Det katalanska regionstyret har, för en mängd olika samhällstjänster, det gemensamma telefonnumret 012. På Internet har regionstyret den centrala webbdomänen gencat.cat.

### Ekonomi
I Spanien förfogar de autonoma regionerna genom sina utsträckta befogenheter över ansenliga delar av landets skatteintäkter. GdC:s budget för 2014 låg på knappt 32 miljarder euro (cirka 300 miljarder SEK, 40 000 SEK per invånare). Detta är (på grund av Spaniens autonoma regioners utökade befogenheter) märkbart högre än motsvarande siffror för ett svenskt landsting. Spaniens statsbudget låg samma år på cirka 240 miljarder euro (cirka 2,28 biljoner SEK, 49 000 SEK per invånare). Som jämförelse hade Sverige för år 2014 budgeterat statliga utgifter på 862 miljarder kronor (90 000 SEK/inv.).
Av budgetmedlen för 2014 kom större delen via överföringar av skatteinkomster från den spanska staten. Det inkluderade 7 miljarder euro genererade via inkomstskatt, 5 miljarder euro via mervärdesskatt samt drygt 2 miljarder euro i skatteöverföringar från Spanien till regionens kommuner. Bland övriga inkomster fanns bensinskatt (1 miljarder euro), ett antal andra skatter och avgifter på regionnivå samt 7 miljarder i långa lån.
Eftersom Katalonien är en av Spaniens rikare regioner sker varje år större transfereringar av skattemedel från än till regionen. Detta motsvarade år 2012 ett nettoutflöde på 7,4 miljarder euro.

### Kulturpolitik
GdC är sedan 1980-talet aktiv med en kulturpolitik för att främja regionens kultur och särart. Det inkluderar särskilda stöd till massmedier och annan kulturell verksamhet på de båda regionspråken katalanska och aranesiska. Stödet går bland annat till dagstidningar, webbtidningar, radio- och TV-kanaler. Stödet är relaterat till spridning, och år 2013 mottog regionens två största katalanskspråkiga dagstidningar – La Vanguardia och El Periódico de Catalunya) – 835 000 respektive 520 000 euro. Detta kan jämföras med exempelvis Svenska Dagbladets presstöd på cirka 45 miljoner kronor samma år (på en 3–4 gånger så stor upplaga).
Liksom i många andra industriländer har de tryckta tidningsupplagorna i Katalonien sjunkit på senare år. Detta gäller befintliga tidningar på både spanska och katalanska. La Vanguardias katalanskspråkiga edition och Ara (båda tidningarna startade 2011) har dock medfört en ökad spridning av tryckta dagsnyheter på katalanska, vilka 2013 stigit till 42 procent av den sammanlagda betalda upplagan. La Vanguardia har dock genom avtal spridit en stor del av sin upplaga som gratistidning på allmänna transportmedel.

## Internationell representation

### Bakgrund
Katalonien är sedan slutet av 1970-talet en av Spaniens autonoma regioner, och därför har inte internationellt erkännande av Katalonien som egen stat varit aktuellt. Regionen har dock på senare år drivit igenom ett utökat självstyre och via 2006 års reformerade statuter definierat sig som en nation, vilket lett till att den katalanska regeringen etablerat bilaterala relationer med utländska organ. För det mesta har det rört sig om regeringar eller liknande hos andra självstyrande regioner, som exempelvis kanadensiska Québec (sedan 1996) eller USA:s Kalifornien (sedan 1986).

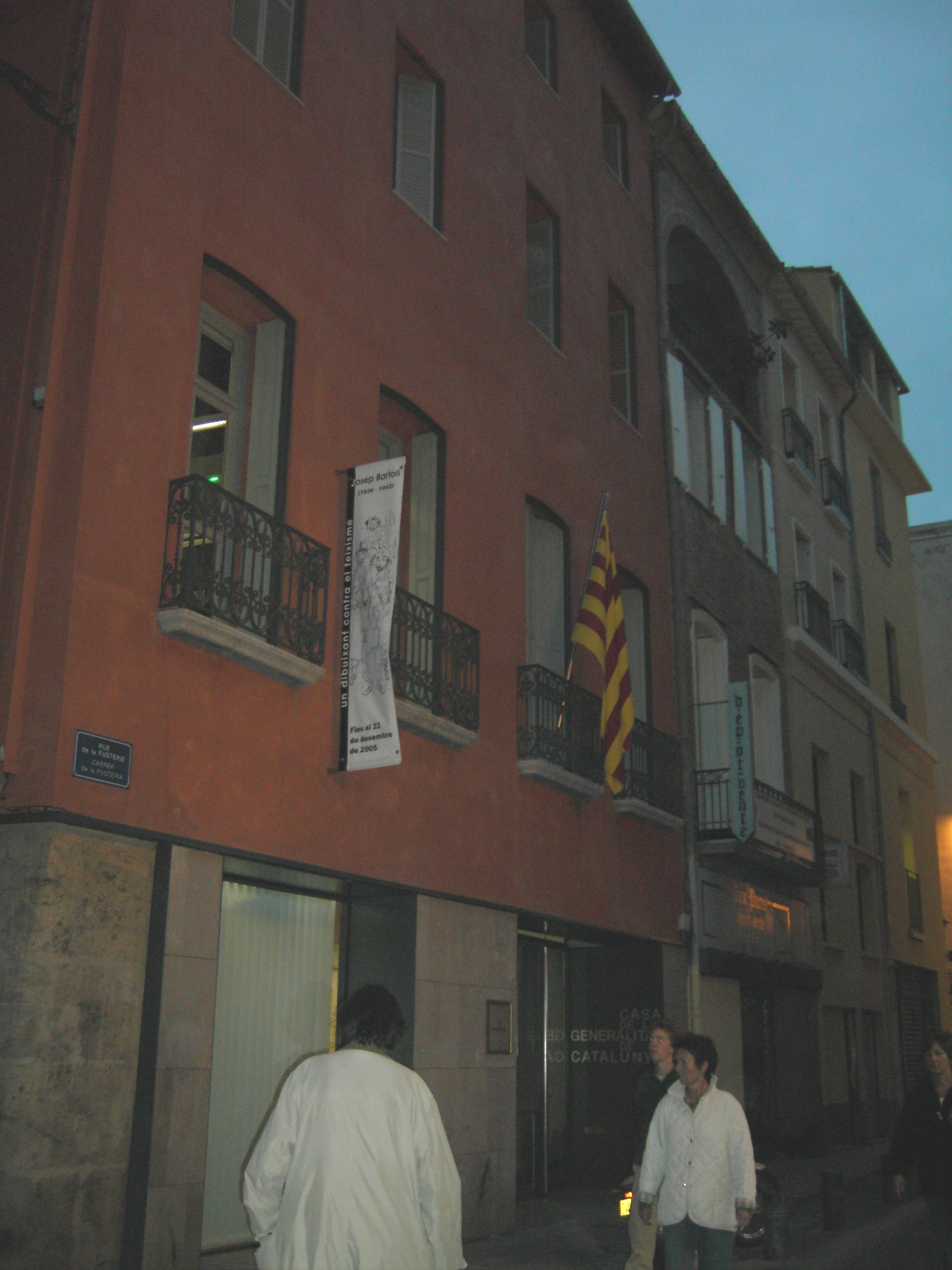
Casa de la Generalitet i Perpignan är ett katalanskt "lokalkontor" norr om den fransk-spanska gränsen.

Dessutom har Katalonien, i likhet med de flesta av Spaniens autonoma regioner, permanenta delegationer hos internationella organisationer som Europeiska unionen.

### Kontor och beskickningar

#### Fram till 2017
Katalonien hade under stora delar av 2010-talet ett stort antal kontor runt om i världen. Detta inkluderade (2014) 32 handelskammare i 27 länder, fem utrikeskontor för Institut Ramon Llull och ett tiotal officiella katalanska turistbyråer.
Katalonien hade 2014 fyra utrikes beskickningar (utöver delegationen hos EU):
- Paris – beskickning till Frankrike och sedan 2013 även till Schweiz (sedan 2013 även med funktion som delegation hos Unesco[51]).
- London – beskickning till Storbritannien och sedan 2013 även till Irland.
- Berlin – beskickning till Tyskland.
- Washington, D.C. – beskickning till USA och Kanada och sedan 2013 även till Mexiko (sedan 2013 även delegation hos Förenta nationerna och andra internationella organisationer baserade i USA, Kanada och Mexiko[51]).
- Wien – beskickning till Österrike (sedan 2015 även med ansvar för länderna i östra halvan av Europa[51]).
- Rom – beskickning till Italien.
- Lissabon – beskickning till Portugal.
- Köpenhamn – beskickning till Danmark (sedan 2017 även delegation hos Nordiska rådet[51]).
- Warszawa – beskickning till Polen.
- Genève – delegation hos Förenta nationernas europakontor och andra internationella organisationer baserade i Schweiz[51].

I juni 2015 öppnades även en katalansk beskickning i Italien, placerad i Rom. Åtgärden förklarades som olaglig av Spaniens ambassad i Italien, som hävdar exklusiv rätt att upprätthålla diplomatiska relationer mellan Spanien och Italien.

#### Efter 2017
Alla ovanstående diplomatiska beskickningar avskaffades av Spanien, efter införandet av spanskt direktstyre över Katalonien i slutet av oktober 2017. Deras kontor stängdes, och personalen hade inte längre någon arbetsplats att gå till.

#### Nordkatalonien
Det finns inga speciella katalanska politiska institutioner i Nordkatalonien, det vill säga det franska departementet Pyrénées-Orientales. Sedan september 2003 har det i Perpignan dock funnits ett Casa de la Generalitat, som har till uppgift att främja den katalanska kulturen och underlätta olika utbyten över den fransk-katalanska (= fransk-spanska) gränsen.